# Arzana
Arzana este o comună din provincia Nuoro, regiunea Sardinia, Italia, cu o populație de 2.233 locuitori (1 ianuarie 2023) și o suprafață de 162,49 km².

## Demografie
Arzana - evoluția demografică

|  | Graficele sunt indisponibile din cauza unor probleme tehnice. Mai multe informații se găsesc la Phabricator și la wiki-ul MediaWiki. |

Date: Recensăminte sau birourile de statistică - grafică realizată de Wikipedia